# Pistia stratiotes
Pistia és un gènere de plantes aquàtiques en la família Araceae, que comprèn a una sola specie, Pistia stratiotes, sovint cridada enciam d'aigua.
Arreu del territori espanyol està catalogada com a espècie exòtica invasora. Entre altres, això implica que està prohibit comercialitzar-la i introduir-la al medi natural. Tampoc es poden reintroduir exemplars que hagin estat extrets de la natura.

## Localització
La seva distribució nativa en incerta, però probablement pantropical; on primer va ser descrita en el riu Nil a prop del llac Victòria en l'interior d'Àfrica. Ara està present naturalment, o a través d'introducció humana, en canals d'aigua dolça de gairebé totes les zones tropicals i subtropicals del món.

## Descripció
Les plantes de Pistia stratiotes suren en la superfície de l'aigua amb les seves arrels que pengen submergides sota les fulles flotants. És una planta perenne monocotiledònia amb les fulles gruixudes, suaus que formen una roseta.
Les fulles poden tenir fins a 14 centímetres de llarg i tenir algun plançó, són de marges verds, amb les venes paral·leles, ondulades lleugeres i es cobreixen amb pèls curts que formen com l'estructura d'una cistella que atrapen bombolles d'aire, augmentant la flotabilidad de la planta. Les flors són dioics, i s'oculten en el centre de la planta entre les fulles, les baies verdes petites es formen després de la fertilització. La planta pot també experimentar asexual, la planta mare i les plantes filles estan connectades per un estoló curt, formant denses esteras que cobreixen les superfícies de tolls i de rius de cabal lent.

## Amenaça mediambiental
El seu hàbit de creixement pot fer-la una mala herba en els canals. És una mala herba aquàtica comuna als Estats Units, particularment dintre de Florida on pot entorpir el transport en els canals.
També presenten el potencial de reduir la biodiversitat d'un canal. La superfície aquàtica quan està buidada permet l'intercanvi d'aire a l'aigua, Pistia stratiotes forma sobre la superfície una massa compacta que evita el pas de l'oxigen de l'aire a l'aigua, aquesta falta d'oxigenació de l'aigua mata als peixos, també bloquegen a les plantes submergides natives alterant la distribució i desenvolupament de les comunitats de plantes aquàtiques autòctones.
P. stratiotes pot ser controlada mitjançant recol·lector mecàniques que lleven l'enciam de l'aigua i l'amunteguen en la riba. Els herbicides aquàtics també es poden utilitzar. Dos insectes també s'estan utilitzant com un control biològic. Els adults i les larves del morrut de Amèrica del Sud Neohydronomous affinis s'alimenten en les fulles i tiges de Pistia stratiotes, així mateix les larves de l'arna Spodoptera pectinicornis de Tailàndia, ambdues estan demostrant ser eines útils en el control de les explosions de desenvolupament de Pistia tratiotes.
P. stratiotes s'utilitza sovint en aquaris tropicals per a proporcionar la coberta per a gambes i peixos petits. És també útil per a utilitzar-la com competidor de les algues pels aliments disponibles en l'aigua, de tal manera que prevé les floracions massives d'algues.